# Бадина

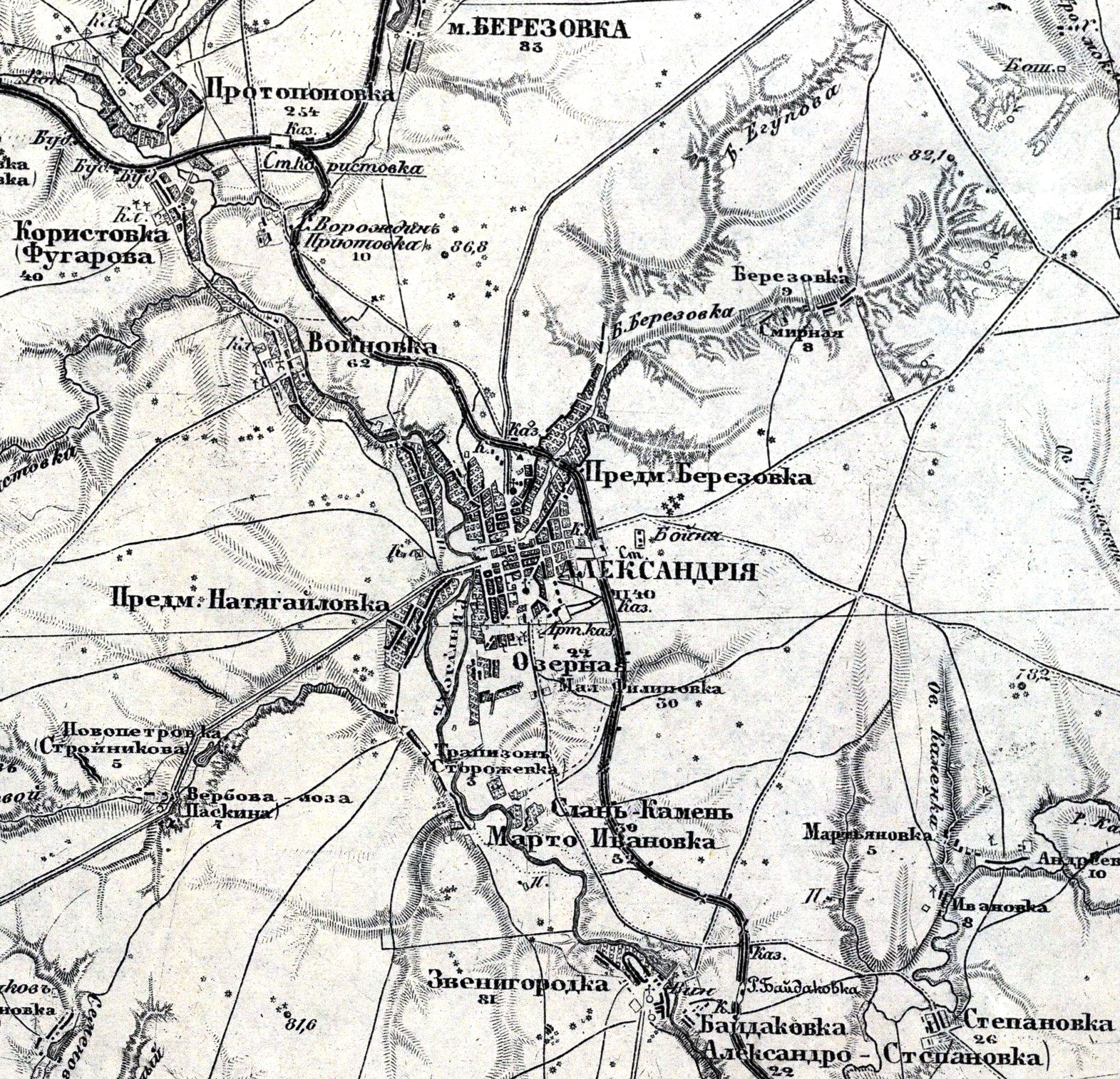
Олександрія і довколишні населені пункти на мапі початку ХХ ст.

Бадина — заселена місцевість у місті Олександрія, частина мікрорайону Новопилипівка, колишнє село.

## Розташування
Бадина знаходиться на лівому березі Інгульця, на крайньому півдні Олександрії. На півночі сполучається з житловим мікрорайоном Новопилипівка. Чітка межа між місцевостями відсутня, інколи в побутовому спілкуванні назва Бадина поширюється на всю територію Новопилипівки.

## Історія
На мапах ХІХ ст. на місці Бадини позначені невелике село Слань-Камень і Трапзон (Сторожевка). Побутували також назви Слань-Камінь, Сланкамен, Слан-Камянка, інколи — Бадяна, Бадина. Тут 1753 року розташовувався центр одного з перших шанців Нової Сербії — Усівський (до перейменування), 11 рота пандурського сербського полку. З 1766 р. — слобода Сави Станоєва, командира 12-ї роти Жовтого гусарського полку. У 1774 р. її придбав Потап Миколайович Бадя (від його прізвища й виникла сучасна назва місцевості), за заповітом земля перейшла його сину, корнету Прокопу. В 1780 р. тут нараховувалось 143 селянина. Наступним власником села став ротмістр Дмитро Кременецький, від якого воно за борги перейшло до генерала Шмідта. Після власники мінялися ще кілька разів. 
Назва "Слань-Камінь" походила від поселення у Сербії — Сланкамен (Стари-Сланкамен), що сербською мовою означає «солоний камінь».
Відповідно до Абеткового списку поселень Херсонської губернії за 1856 рік Трапзон (Сторожевка) налічувало п'ять дворів і належала «спадкоємцям Стройніковим». Відповідно до цього ж списку «Слан-Камянка» налічувала дев'ятнадцять дворів і належала поміщику Кременецькому..

## Опис
Місцевість являє собою майже суцільну приватну малоповерхову житлову забудову. Більшість будинків збудовано за радянського періоду, до початку 1980-х рр. На заході та півдні місцевість обмежується річкою Інгулець, на іншому березі якої знаходиться село Марто-Іванівка.